# Eugène Robert Defforges
Eugène Robert Defforges (1896-1945) est un officier de marine français. Après une carrière dans la marine nationale, où il commande notamment le sous-marin « Bernoulli » pendant la Première Guerre mondiale, il reprend du service au début de la Seconde Guerre mondiale avant d'entrer en résistance sur l'île de la Jument. Arrêté par la Gestapo en 1944, il est torturé puis déporté au camp de Neuengamme où il meurt en 1945.
Il est nommé amiral à titre posthume.  

## Biographie
Eugène Robert Defforges est né le 29 juillet 1878 à Villers-sur-Mer, il est le fils de Gilbert Étienne Defforges (1852-1915).
Après sa formation à l'École navale, il commence à servir dans la marine nationale le 1er octobre 1896. Nommé aspirant à Cherbourg le 5 octobre 1899, il est affecté : le 1er janvier 1900, sur le « Pothuau » commandé par Laurent Marin-Darbel, puis le 1er janvier 1901, sur le Charles Martel commandé par Jean Baëhme. Devenu enseigne de vaisseau il passe du transport Manche de la Division navale de Terre-Neuve et d'Islande, au Pacifique sur l'aviso-transport Meurthe, avant de prendre le poste de Second sur un torpilleur en Méditerranée. En 1908 il devient le Second du Prothée, sous-marin de la flottille des mers de Chine.
Démobilisé et « rayé des cadres de réserve » de la Marine nationale après l'« armistice du 22 juin 1940 », il retourne sur son île de la Jument dans le golfe du Morbihan et s'engage dans la résistance. Il adhère au réseau Hector, en 1941, puis au réseau Libé-Nord qu'il contribue à développer autour du golfe du Morbihan. Son domicile est une cache et un lieu de rencontres et de réunions. Risquant d'être arrêté à Nantes, le général Audibert arrive sur l'île en janvier 1944. Une réunion de crise est organisée, avec notamment « le commissaire de la République désigné pour la Bretagne, Le Gorgeu, le DMR Fantassin, le commandant Morice et son adjoint Cadoudal ».
Il est arrêté par la Gestapo, avec sa femme Solange (née Dillon), le 30 mars 1944 à son domicile sur l'île de la Jument. Début avril, il est nommé contre-amiral par le général de Gaulle à Londres. Incarcéré à la prison de Vannes, il est transféré à Rennes pour y être interrogé et torturé avant un nouveau transfert au camp de Royallieu près de Compiègne. Le 28 juillet 1944, il part de la gare de Compiègne dans un convoi ayant pour destination le camp de Neuengamme près de Hambourg en Allemagne. Matricule 40784, il a 66 ans lorsqu'il meurt d'épuisement le 8 février 1945. 
Defforges est nommé amiral à titre posthume et l'arrêté du 19 juillet 1999, ajoute la mention « Mort en déportation » sur son acte de décès.

## Légion d'honneur
- Chevalier, le 29 juillet 1915[12]
- Officier, le 11 juillet 1924 en qualité de capitaine de frégate[12]
- Commandeur, le 10 juillet 1934 en qualité de capitaine de vaisseau[12]

## Hommage
- À Larmor-Baden, depuis le 1er décembre 2023, une rue porte le nom du couple Defforges (Solange et Eugène Robert).[réf. nécessaire]
- À Vannes, une rue porte son nom : « rue de l'Amiral Defforges »[13]